# 어느 기생 며느리
어느 기생 며느리는 한국에서 제작된 하한수 감독의 1967년 영화이다. 남궁원 등이 주연으로 출연하였고 김태현 등이 제작에 참여하였다.

## 출연

### 주연
- 남궁원
- 김혜정
- 최지희
- 최난경

## 제작진
- 조명: 이한찬
- 미술: 이문현